# Giovanni Battista Montano
Giovanni Battista Montano (Milán, 1534 – Roma, 1621) fue un arquitecto, diseñador y escultor italiano.

## Biografía

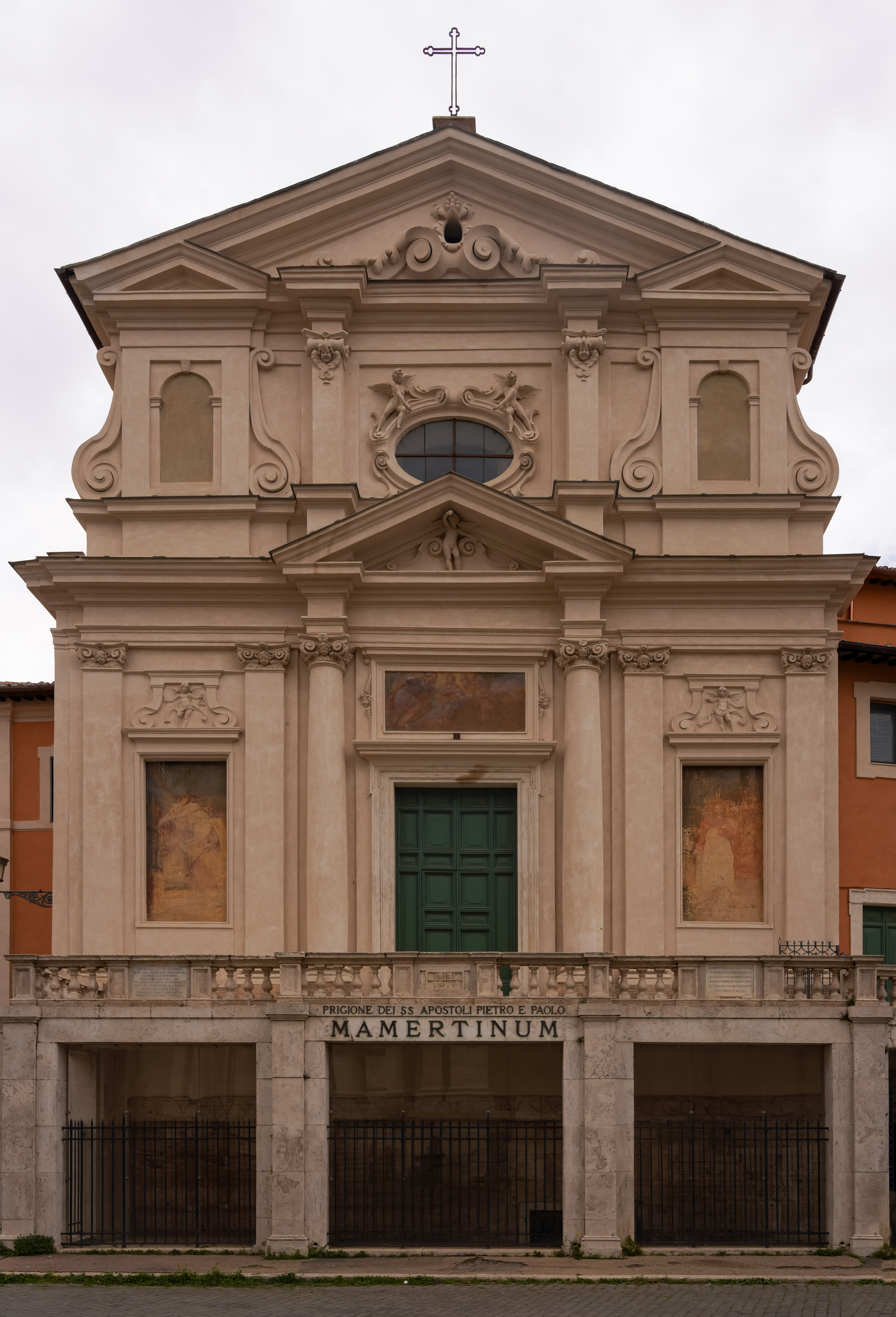
Fachada de San José de los Carpinteros.

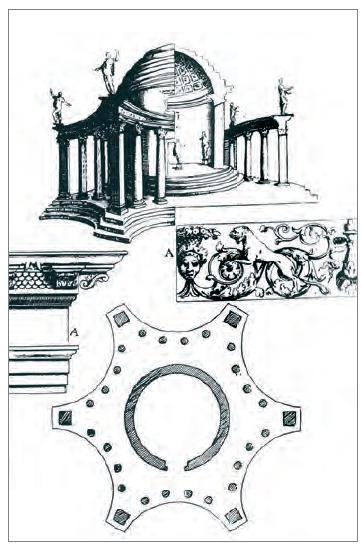
Grabado del Montano que representa un templete de Tívoli que no ha sido identificado.

No hay noticias sobre su formación que inicialmente tenía que ser de tipo artesanal. Estuvo activo en Roma desde fines del pontificado de Gregorio XIII, sobre todo como tallador y escultor en madera1. En particular, dos grandes órganos tallados para la Basílica de San Juan de Letrán y para la Iglesia de Santa Maria de Loreto.
En 1602 el gremio de los Carpinteros le encargó dirigir las obras de su iglesia, (Iglesia de San Giuseppe dei Falegnami|San José de los Carpinteros o San Giuseppe dei Falegnami), probablemente porque Montano pertenecía al gremio y por su habilidad como tallador. La construcción de la iglesia había comenzado años antes; sin embargo, Montano ciertamente diseñó la fachada de dos caras, enriquecida por volutas y nichos y coronada por un original tímpano tripartito. La entrada a la iglesia, prevista con dos rampas paralelas a la fachada, hoy está modificada porque fue rebajado el piso de la calle, debido a una edificación del siglo XX que conecta con excavaciones arqueológicas. En el interior, el techo (derrumbado en 2018) y numerosos muebles de madera confirman la habilidad de Montano y su taller. Fue miembro de la Academia de San Lucas.
Sin embargo, su fama se debe principalmente a su actividad como dibujante incansable y estudioso de la arquitectura antigua. De hecho, se hizo cargo de las ruinas de Roma que dibujó, con la ayuda de su alumno Giovanni Battista Soria, tratando de reconstruir el aspecto original, anticipándose a Piranesi y Fischer von Erlach. Algunos de sus dibujos son producto de su imaginación y no son atribuibles a las reglas del clasicismo del cinquecento ni a la imagen codificada de la arquitectura romana. La obra de Montano influyó en algunos de los artistas barrocos más importantes de Roma, entre ellos Francesco Borromini, Gian Lorenzo Bernini y Pietro da Cortona. Su influencia se puede ver en la fachada de la iglesia de Santi Luca y Martina, en Cortona (1634-69), y en la fachada del Bernini de Sant'Andrea al Quirinale (1658-70), en Roma.

## Legado
La arquitectura del siglo XVI había basado sus principios en el estudio de Vitruvio y ciertos ejemplos de la arquitectura romana, cuidadosamente seleccionados. Aunque muchos de los dibujos de Montano se basan más en su imaginación que en la arqueología o en la exactitud histórica de sus observaciones, no disminuyó su importancia. Fueron considerados como reconstrucciones honestas de los antiguos edificios romanos por los arquitectos del siglo XVII. Bernini, en particular, se sintió atraído por los grabados de las bases y capiteles de la época imperial romana (Augusto y flavios) del Codex Coner, por los edificios de la Villa de Adriano en Tivoli, y por otros que no perduraron. Su obra, publicada póstumamente, y en particular las reconstrucciones arqueológicas, tuvo una gran influencia en toda Europa hasta el siglo XVIII. Por ejemplo, sus dibujos de pequeños templos de planta central con tramos convexos y cóncavos influyeron en el diseño de Iglesia de Sant'Ivo alla Sapienza.
Parece que Borromini, que conocía los modelos arquitectónicos de la antigüedad clásica, se basó en los dibujos de Montano, publicados a partir de 1624 en una serie de volúmenes llamados Los cinco libros de arquitectura. Los dibujos originales pertenecían a la colección del anticuario Cassiano dal Pozzo. No exactamente dibujos propios de la arquitectura clásica antigua pero, en detalle, reproducen monumentos que se corresponden estrechamente con la obra de Borromini. Por ejemplo, hay una sorprendente similitud entre la linterna Borromini de Sant'Ivo alla Sapienza y el antiguo templo de Baalbek, un edificio que Borromini (1599-1667) no podía conocer.
En 1624, Giovan Battista Soria editó la publicación de una primera colección de dibujos de Montano, con el título: Libro primo. Scielta di varii tempietti antichi. Con le piante et alzatte, desegnati in prospettiua da Gio. Batta Montano Milanese. Date in luce, per Gio. Batta Soria Romano a benefitio publico, los dibujos realizados entre 1594 y 1610 por Giovanni Battista Montano, con reconstrucciones de edificios antiguos, de Jérôme David. Esta primera colección fue seguida, de nuevo por Soria, por otros dos: los Diversi ornamenti capricciosi per Depositi e Altari (1625) y los Tabernacoli diversi (1628).
Más tarde, el editor romano Calisto Ferranti publicó otras dos colecciones de grabados, la 'Architettura con diversi ornamenti cauati dall'antico (1636) y Raccolta de' Tempij et Sepolcri disegnati dall'antico (1638). En 1684, las cinco colecciones fueron reeditadas por el impresor Giovanni Domenico De Rossi en un corpus unitario, con el título Li cinque libri di Architettura di Gio. Battista Montani Milanese.